# Festival Omladina 1972.
```
                              Festival Omladina 1972
```

```
 Popis pjesama , autora glazbe , autora teksta i izvođača.
```

```
       1. Mrtav in bel ( Tomaž domicelj-Tomaž Domicelj ) - Tomaž Domicelj
       2. Tvoja igra ( Svetozar Nećak ) - Marija kovač
       3. Serenada ( Husein Kazaz - O. Diso ) - Vančo Tarabunov
       4. Zbog tebe ( Nenad Vilović - Nenad Vilović ) - Divna Berić
       5. I ako si mala (    ) - Zoran Pavković
       6. Samo ljubi ( Ištvan Kuki-Boroš-Ištvan Kuki-Boroš) - Maja Odžaklijevska
       7. Što da ti pružim ( Vladimir Delač - Marijan Kašaj ) - Vis Grešnici
       8. Kako da te ostavim ( D. Bakić - D. Bakić ) - Marijan Dugec
       9. Svaka reka (   ) - Ladislav Mezei
       10. Pastirica ( 
Jovica Škaro
 - Jovica Škaro ) - Jovica Škaro
       11. Kaži mi , Lena ( M. Božinovski-Radoslav Graić ) - Miroljub Marković
       12. Baš me briga ( Gabor Lenđel - Dragan Nedimović ) - Vis Anelidi
       13. Raspevana gitara ( S. Prodanović - S. Prodanović ) - Mija Muratović
       14. 572 itd. ( Ante Parat - Ante Parat ) - Vis O'Hara 
       15. Još malo ( M. Marković -M. Jovanović) - Vis Lutajuća srca
       16. Spomen moj dalečen ( I. Bojažiev-I. Bojažiev ) - Vele Matevski
       17. Budan ne mogu te naći (  ) - Ljubiša Lolić
       18. Još ću noćas čekati ( ) - Nuki Montenegro
       19. Noć Naše ljubavi ( Ištvan Kuki-Boroš ) - Marija babić
       20. Kristina ( Vančo Tarabunov - Vančo tarabunov ) - Rodoljub Vulović
       21. Mom bratu ( Jovica Škaro ) - Vesna Čipčić
       22. Sretna deca smo bili (  ) - Milica Milisavljević
```

izvori. ilustrirani tjednik Studio, internetska stranica Sva ta muzika

## Vanjske poveznice
- (srp.) Festival Omladina  Arhivirana inačica izvorne stranice od 29. prosinca 2018. (Wayback Machine)
- (srp.) Facebook
- (srp.) Subotica.com